# Wspólnota administracyjna Schwarzach
Wspólnota administracyjna Schwarzach – wspólnota administracyjna (niem. Verwaltungsgemeinschaft) w Niemczech, w kraju związkowym Bawaria, w rejencji Dolna Bawaria, w regionie Donau-Wald, w powiecie  Straubing-Bogen. Siedziba wspólnoty znajduje się w miejscowości Schwarzach. Powstała w 1978.
Wspólnota administracyjna zrzesza jedną gminę targową (Markt) oraz trzy gminy wiejskie (Gemeinde): 
- Mariaposching, 1 427 mieszkańców, 19,63 km²
- Niederwinkling, 2 589 mieszkańców, 25,64 km²
- Perasdorf, 670 mieszkańców, 16,05 km²
- Schwarzach, gmina targowa, 2 734 mieszkańców, 33,23 km²